# Balzsay Károly (ökölvívó)
Balzsay Károly (Kecskemét, 1979. július 23. –) magyar profi ökölvívó, a Bokszvilágszervezet (WBO) nagyközépsúlyú volt világbajnoka. Emellett hétszeres amatőr magyar bajnok, 2008 júliusában a WBO listavezetője és interkontinentális bajnoka. Balkezes, fordított alapállású bokszoló.

## Élete

### Bokszolói pályafutása
Profiként 25 győzelmet aratott (ebből 18 KO), kétszer szenvedett vereséget, döntetlen mérkőzést nem játszott.
2009. január 10-én Magdeburgban egyhangú pontozással nyert, ezzel megszerezte a WBO nagyközépsúlyú világbajnoki címét az orosz Denis Inkintől (34-0).
Balzsay Károly 2009. április 29-én először védte meg világbajnoki övét. Ellenfele a 42 éves új-zélandi Masolino Masoe volt, akit Balzsay rendkívül szívós küzdelem után a 11. menetben küldött padlóra, ezzel a magyar fiú mérlege 21-0 15 KO-ra módosult.
2009. augusztus 22-én, elvesztette világbajnoki övét Robert Stieglitz ellen a 11. menetben TKO-val.
Még ez év december 4-én összecsapott a WBO nagyközépsúlyú interkontinentális övét birtokló Eduard Gutknechttel (17-0) Söldenben, ahol többségi döntéssel kikapott.
2010–2011-ben Balzsay az Universum gazdasági mélyrepülése miatt már a visszavonulást fontolgatta. 2010. július 31-én az ötödik menetben kiütötte Aziz Daarit; november 19-én pedig a negyedik menetben Misa Nikolicot.
Legközelebb 2011. augusztus 26-án lépett ringbe az ukrajnai Doneckben a helyi illetőségű Stanyslav Kashtanov ellen. A tét a WBA nagyközépsúlyú „reguláris” világbajnoki címe volt, amit többségi pontozással szerzett meg.
2012. április 21-én a scherini gálán a Bokszvilágszövetség (WBA) világbajnoki övéért csapott össze az Universum két nagyközépsúlyú bunyósa, Balzsay Károly és Dimitri Sartison, és a címvédő magyar bunyós elsöprő támadása után a mérkőzésvezető a utolsó percben beszüntette a mérkőzés. Így Balzsay Károly maradt a WBA nagyközépsúlyú világbajnoka!
2013 februárjában bejelentette, hogy befejezi sportolói pályafutását. 2014 márciusában elmondta, hogy nyirokrákot fedeztek fel nála.

#### Amatőr eredményei
- Junior világbajnokság 5. (Havanna, 1996)
- Junior Európa-bajnokság 2. (Birmingham, 1997.)
- Európa-bajnokság 2. (Perm, 2002.)

### Edzőként
2016 szeptemberétől a magyar férfi válogatott szövetségi kapitánya lett.

## Díjai, elismerései
- Az év magyar ökölvívója (2001, 2002)